# Коломб, Жан
Жан Коломб (фр. Jean Colombe; 1430/1435, Бурж — 1493, там же) — французский художник-миниатюрист, продолживший вслед за братьями Лимбургами работу над Великолепным часословом герцога Беррийского.

## Биография

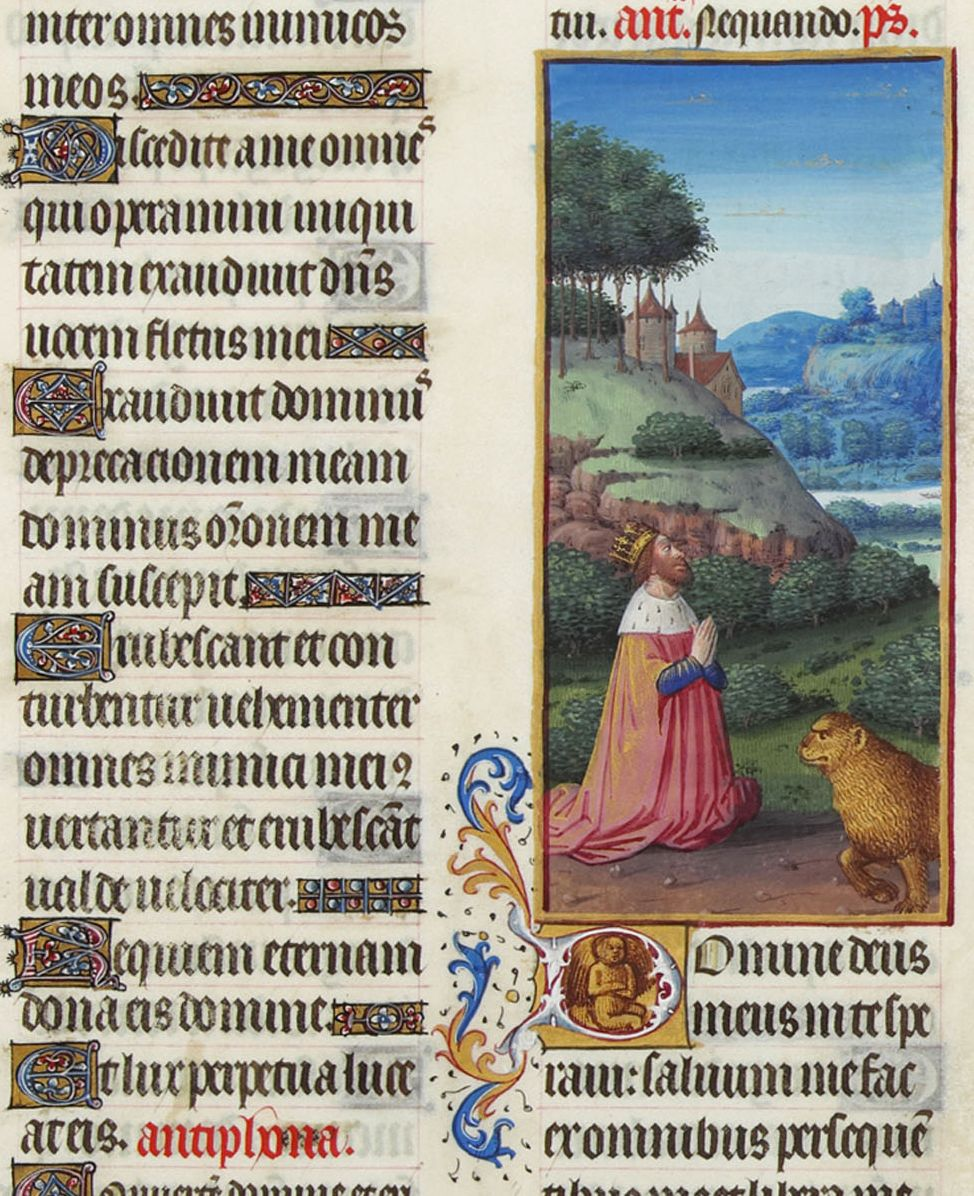
Жан Коломб. Молитва о защите. «Великолепный часослов герцога Беррийского». Folio 88 recto.

Сын Филиппа Коломба и его супруги Гийеметт; родился между 1430 и 1435 годами. Возможно, был братом скульптора Мишеля Коломба. В 1463 году учился в мастерской каллиграфа Клемана Тибо. С 1467 года работал самостоятельно. В Бурже построил для своей семьи дом. Был женат на некоей Колетт. Известно, что у Жана Коломба были сын Филибер и внук Франсуа, также мастера книжной миниатюры. Умер в Бурже в 1493 году.

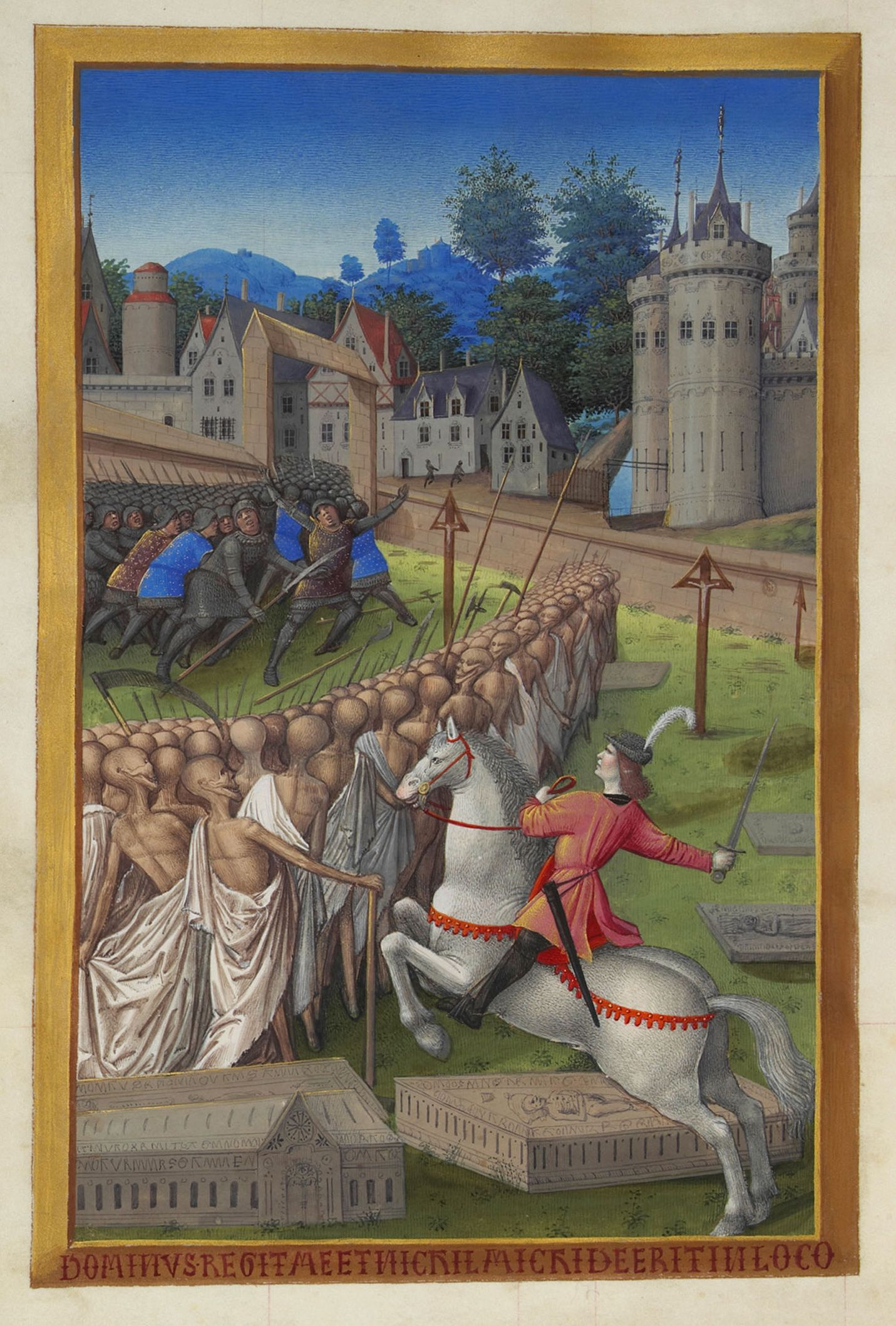
Жан Коломб. Всадник Смерти. «Великолепный часослов герцога Беррийского». Folio 90 verso.

## Творчество

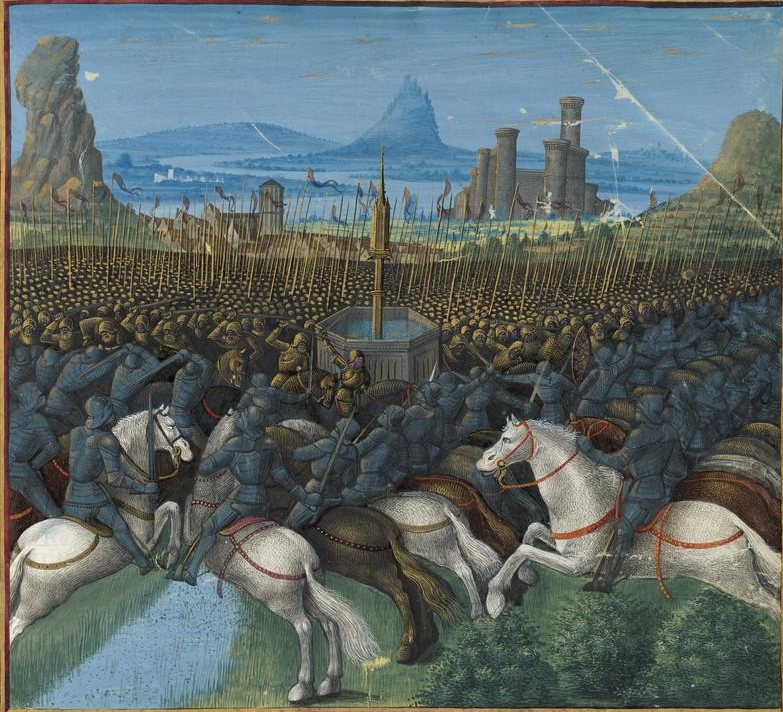
Жан Коломб. Битва при Кафр-Кана (1187). Миниатюра из сочинения Себастьена Мамро «Походы французов в Утремер» (1474)

К 1470 году Жан Коломб уже был известным мастером. Он исполняет заказы представителей семейств Лаваль, Гравиль, ему покровительствует Шарлотта Савойская, супруга Людовика XI. Главные работы Коломба: Часослов Луи де Лаваля (ныне в Национальной библиотеке Франции, Париж), «История Рима» для адмирала Луи Маля ле Гравиля (Romuleon, там же) и серия иллюстраций для «Великолепного часослова» герцога Беррийского, выполненная по заказу Карла I Савойского. Герцог Савойский отмечал талант, оригинальность и умелость «своего любимого мастера Жана Коломба».
В 1474 году выполнил также миниатюры для исторического сочинения Себастьена Мамро «Походы французов в Утремер».
С 1486 года Коломб служил при дворе герцога в качестве доверенного лица и миниатюриста. Художник жил в Бурже, но согласно документу, датированному 3 июня 1486 года, посетил Турин.

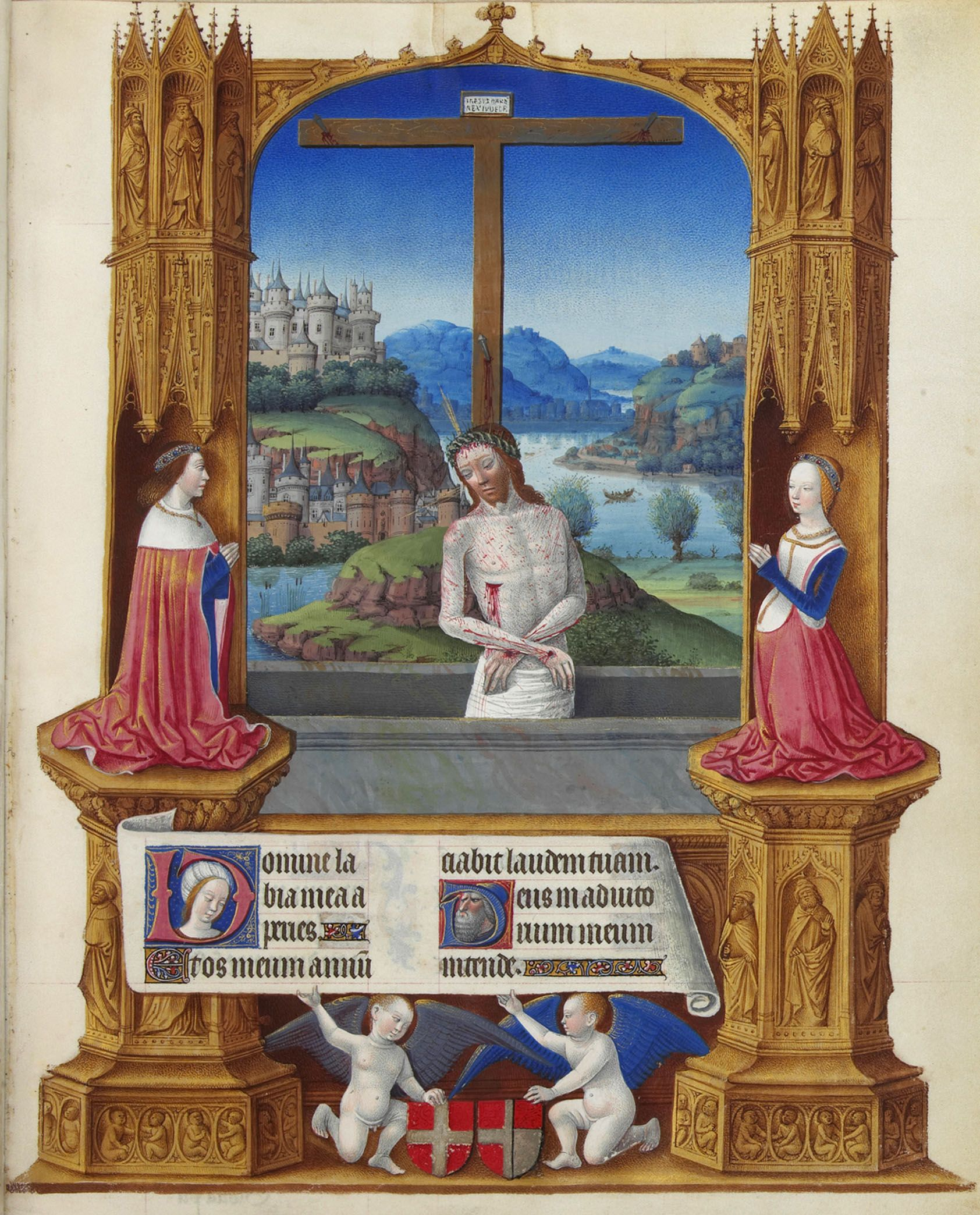
Жан Коломб. Христос Страстотерпец. «Великолепный часослов герцога Беррийского». Folio 75 recto

Ещё герцог Омальский, купивший Великолепный часослов у барона Феликса де Маргерита, заметил стилистические отличия в его иллюстрациях. Этот факт отмечали позднее исследователи часослова. Точной датировке иллюстраций Коломба помогло изображение в обрамлении миниатюры со страдающим Иисусом коленопреклонённой супружеской четы. По двойному гербу было определено, что это Карл I Савойский и его жена (с 1485) Бланш де Монферра. Скончался Карл Савойский в 1490 году, поэтому создание второй группы миниатюр часослова отнесли к периоду 1485—1490 годов. Имя художника не было известно, но исследователи обратили внимание на сходство этих миниатюр с миниатюрами Иллюстрированного Апокалипсиса, хранящегося в Эскориале. Апокалипсис выполнил в 1482 году для Карла Савойского Жан Коломб. Согласно записи в расходных книгах герцогов Савойских от 31 августа 1485 года Жан Коломб получил 25 золотых талеров за иллюстрации «определённых канонических часов» — исследователи не сомневались, что речь шла о Великолепном часослове. Так было установлено имя художника, продолжившего работу братьев Лимбург.
Неповторимое своеобразие творческой манеры братьев Лимбург, особая утончённость и рафинированность их искусства, являющегося вершиной интернациональной готики, исключали любое подражание. Жан Коломб продолжил работу в своей собственной манере, отвечающей эстетике новой эпохи. Предполагается, что Коломб испытал сильное влияние одного из самых выдающихся миниатюристов того времени — Жана Фуке. Лица персонажей на миниатюрах часослова, вышедших из мастерской Коломба, выполнены в более суровом стиле. Большие иллюстрации обрамлены богато декорированными архитектурными мотивами. Действие разворачивается на фоне впечатляющих пейзажей с дальними планами, тающими в голубой дымке.